# Abutilon giganteum
Abutilon giganteum là một loài thực vật có hoa trong họ Cẩm quỳ. Loài này được (Jacq.) Sweet mô tả khoa học đầu tiên năm 1826.